# Велика потрага
„Велика потрага” је југословенски ТВ филм из 1980. године. Режирала га је Ружица Лукић а сценарио је написао Стојан Брдаров,

## Улоге
| Глумац                  | Улога |
| ----------------------- | ----- |
| Стеван Гардиновачки     |       |
| Раде Којадиновић        |       |
| Живојин Жика Миленковић |       |
| Тихомир Плескоњић       |       |
| Ратко Сарић             |       |
| Рената Виги             |       |